# Kino Prometej
Kino Prometej (rusky Кинотеатр "Прометей") je kino nacházející ve městě Pripjať, které bylo opuštěno v důsledku černobylské havárie v roce 1986.
Nachází se východně od Leninova náměstí, na ulici Kurčatova, č. 4 (Курчатова улица, д. 4).
Ulice na které kino leží je pojmenována podle sovětského fyzika Igora Kurčatova, který je také známý jako otec sovětské atomové bomby. U kina se také nacházela socha nazvaná Prometheus, která byla v roce 1987 přestěhována do areálu bývalé černobylské elektrárny, jako památka. Vedle kina se nachází hudební škola.
Prostředí kina bylo využito ve hře S.T.A.L.K.E.R.: Call of Pripyat, a bylo situováno na severu mapy, v oblasti Pripjať.